# ナノワイヤ

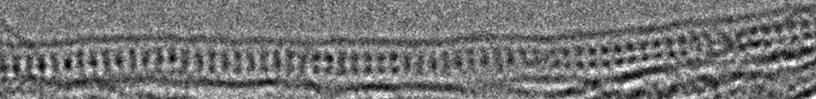
カーボンナノチューブの内部に形成されたセレン化スズのナノワイヤ

ナノワイヤ（英語: Nanowire）とは、線状のナノ構造体である。

## 概要
直径がナノメートルオーダー (10−9 m) の物質構造をナノワイヤと呼ぶ。通常、長さと太さの比は1000倍以上で太さ（厚さ）が数十ナノメートル、長さは制限されていない構造をもつ。
その物性は量子力学的効果の影響を大きく受けるためバルク物質の物性とは大きく異なり、太陽光発電、ナノ発電機、ナノワイヤバッテリー、熱電材料、メモリー材料など様々な分野への応用が期待されている。
ナノワイヤを用いたこれらの技術の実現に向けて金属、半導体、絶縁体、超電導物質など様々な分野におけるナノワイヤの研究が進められている。

## 文献
- 内藤正路、武井孝樹、西垣敏、大石信弘、生地文也 シリコン表面上に吸着した微量ビスマス原子のナノワイヤ形成 真空 43巻 (2000) 11号 pp. 1063–1066, doi:10.3131/jvsj.43.1063
- 王鎮, et al. "量子情報通信用超伝導ナノワイヤー単一光子検出器." 光学 36.7 (2007): 375–380.
- 西村淳、松本正人、東畠三洋、郭睿倩、岡田龍雄、ナノ微粒子支援レーザー堆積法によるZnOナノワイヤの作製と単一ZnOナノワイヤの光特性 レーザー研究 36巻 (2008) 8号 pp. 499–504, doi:10.2184/lsj.36.499
- 李映勲, et al. "引っ張り歪み Si ナノワイヤの電子構造とバリスティック伝導." 2009 年春季第 56 回応用物理学関連講演会, つくば, 茨城 (2009).
- 和保孝夫. "ナノワイヤの堆積プロセスと回路応用." 應用物理 81.12 (2012): 1015–1019, NAID 10031131312